# Mątki (województwo pomorskie)
Mątki – osada w Polsce położona w województwie pomorskim, w powiecie kwidzyńskim, w gminie Ryjewo przy drodze krajowej nr 55.
W latach 1975–1998 miejscowość administracyjnie należała do województwa elbląskiego.

## Historia
W 1920 roku podczas przegranego przez Polaków plebiscytu na Powiślu miejscowa ludność opowiedziała się w 50% za Polską. Wieś pozostała na obszarze Niemiec. W okresie międzywojennym Mątki stanowiły silny ośrodek polskości.
Występuje również wariant nazewniczy miejscowości Montki.